# Hans Riber
Hans Jørgen Riber (30 de julio de 1964) es un deportista danés que compitió en vela en la clase Europe. Ganó una medalla de bronce en el Campeonato Mundial de Europe de 1984.

## Palmarés internacional
| Campeonato Mundial | Campeonato Mundial | Campeonato Mundial | Campeonato Mundial |
| Año                | Lugar              | Medalla            | Clase              |
| ------------------ | ------------------ | ------------------ | ------------------ |
| 1984               | Kiel (RFA)         | Medalla de bronce  | Europe             |